# Break (Karosseriebauform)

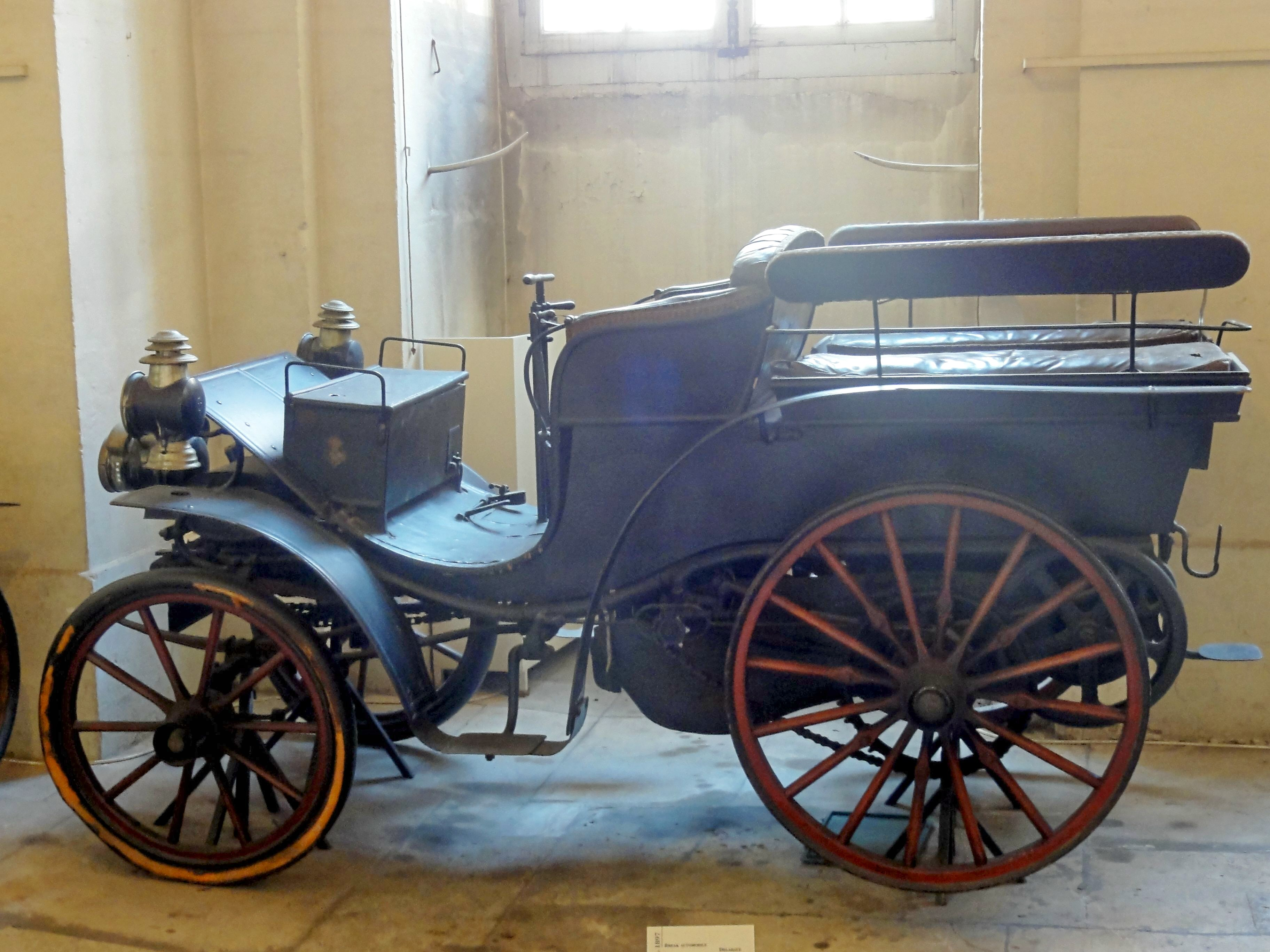
Delahaye Type 1

Break ist eine frühe Karosseriebauform.

## Beschreibung
Die Bezeichnung Break gab es vor dem Automobil bereits bei Kutschen.
Hinter der Sitzbank für den Fahrer und je nach Breite auch Beifahrer befinden sich zwei Sitzbänke. Sie sind an den Außenwänden des Fahrzeugs angebracht, also in Längsrichtung statt in Fahrtrichtung. Die Mitfahrer sitzen sich vis-à-vis gegenüber. Die Bänke sind in der Regel vom Heck aus zugänglich.
Die Fahrzeuge sind gewöhnlich offen. Wagonette ist eine Variante mit festem Dach, aber offenen Seiten.
Diese Bauform war bis etwa 1900 verbreitet. Dann wurden die Radstände und die Fahrzeuge verlängert, was den Einbau von zwei in Fahrtrichtung zeigenden Sitzbänken ermöglichte. Im Nutzfahrzeugbereich hielt sich die Bauart mit Längsbänken länger, auch als Kleinbus mit geschlossener Karosserie. Einige Geländewagen nach dem Zweiten Weltkrieg wie der Land Rover hatten wieder Längsbänke.
Später erhielten einige Kombinationskraftwagen französischer Hersteller wie Citroën, Peugeot und Renault den Zusatz Break.

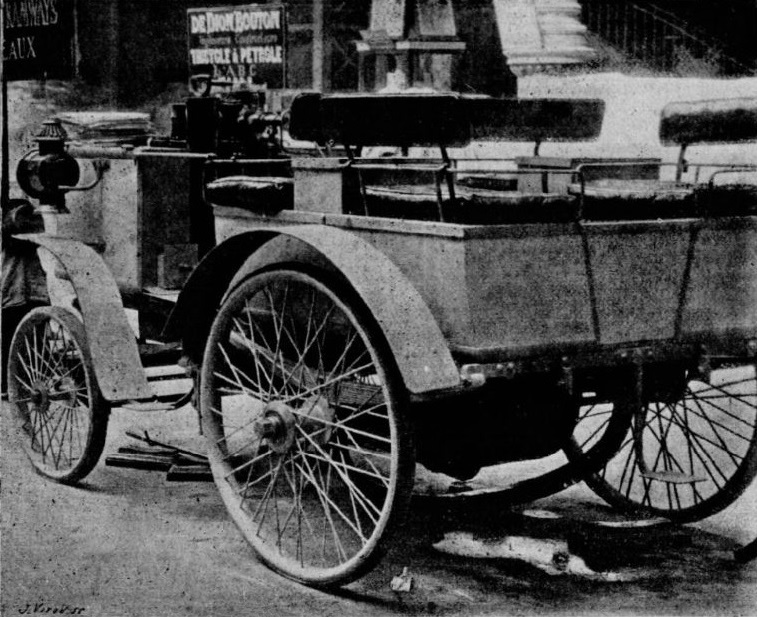
De-Dion-Bouton-Dampfwagen
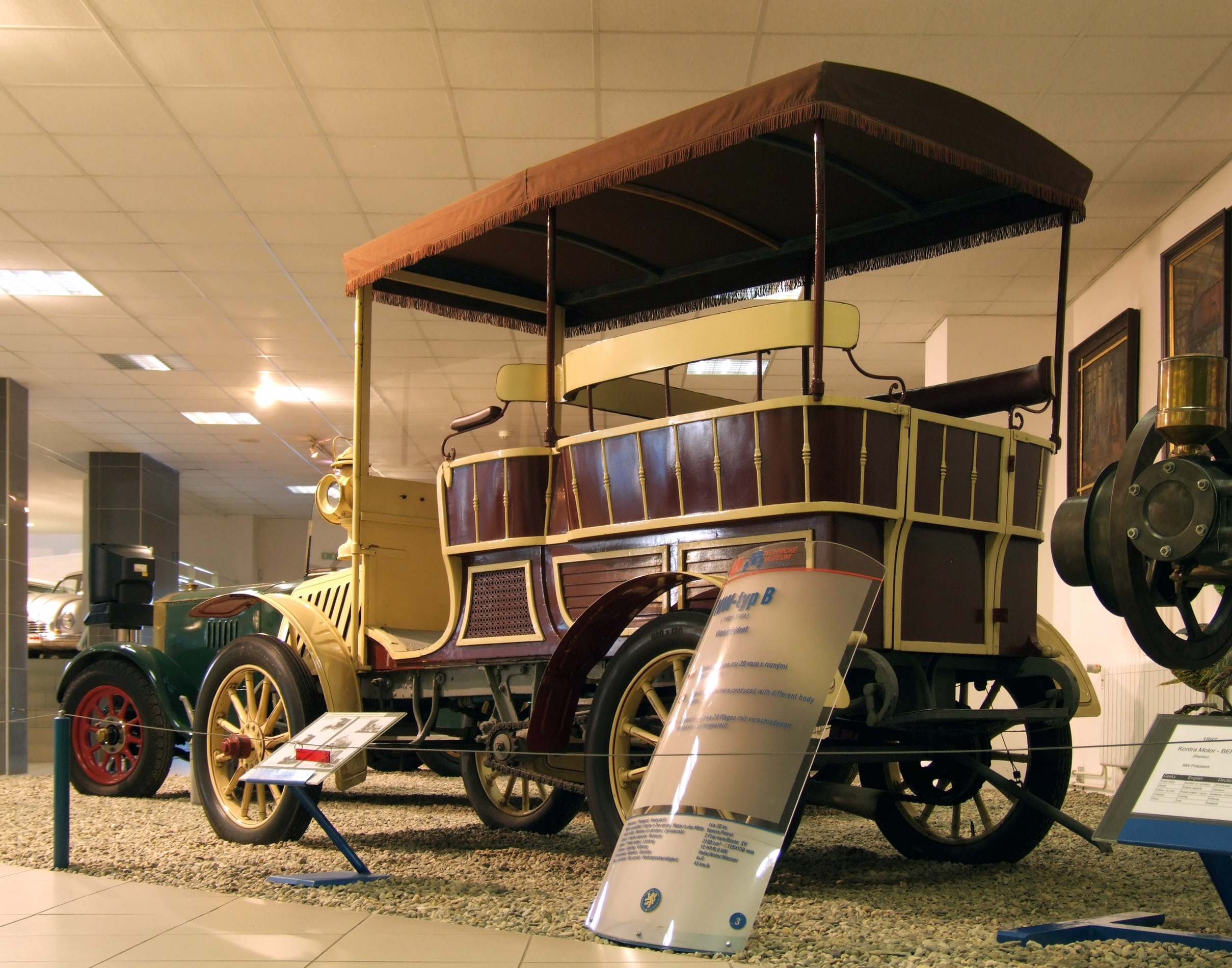
Nesselsdorf B
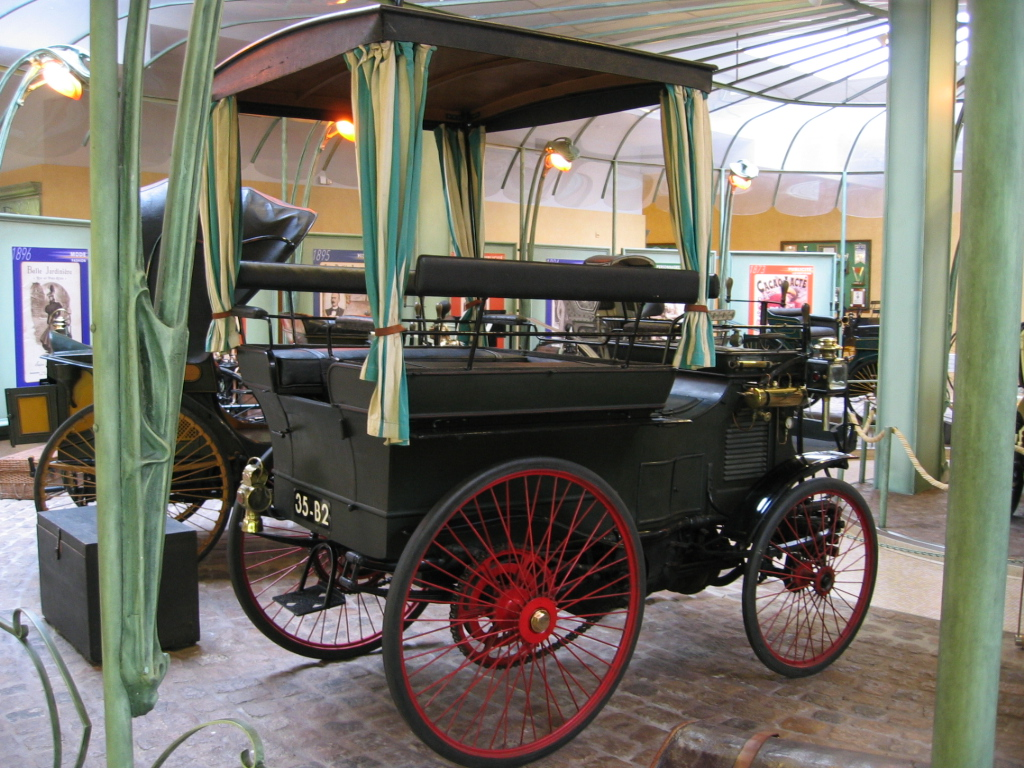
Peugeot Typ 10